# Dębczyna
Dębczyna is een plaats in het Poolse district  Puławski, woiwodschap Lublin. De plaats maakt deel uit van de gemeente Baranów en telt 63 inwoners.